# 10957 Alps
10957 Alps eller 6068 P-L är en asteroid i huvudbältet som upptäcktes den 24 september 1960 av den nederländsk-amerikanske astronomen Tom Gehrels och det nederländska astronomparet Ingrid van Houten-Groeneveld och Cornelis Johannes van Houten vid Palomarobservatoriet. Den är uppkallad efter den europeiska bergskedjan Alperna.
Asteroiden har en diameter på ungefär 5 kilometer.